# SKトラスト
株式会社SKトラスト（エスケートラスト）は、大阪府大阪市北区南森町に本店を置く創業70余年の不動産担保ローン（不動産担保融資）を取り扱う老舗の独立系ノンバンクである。
近畿（大阪府 兵庫県 京都府 滋賀県 奈良県 和歌山県）・中四国（広島県 愛媛県 岡山県 山口県 香川県）・愛知県名古屋市・福岡県・東京都・神奈川県・埼玉県・千葉県を中心に、事業者・個人向けの不動産担保ローン（不動産担保融資）貸付を専門的に行っている。
2020年（令和2年）4月13日、創立70周年を機に本店を創業の地である広島県福山市から大阪府大阪市北区南森町に移転し、商号を「産興社」から「SKトラスト」へ改称した。「SKトラスト」の「SK」は旧商号である「産興社」を省略したものである。

## 会社沿革
- 1950年（昭和25年）2月に広島県福山市三之丸町にて株式会社産興社を設立（商号は2020年（令和2年）4月に現：SKトラストに変更している）。自営業者及び個人顧客への事業資金等の貸付を目的として不動産担保ローン（不動産担保融資）、手形貸付を開始。
- 1956年（昭和31年）1月に大阪府大阪市浪速区に大阪営業所を開設。
- 1959年（昭和34年）7月に広島県福山市東桜町に社屋竣工。本店を移転。
- 1984年（昭和59年）5月に貸金業の規制等に関する法律の施行に伴い貸金業登録。
- 1989年（平成元年）8月に大阪に自社ビル竣工。大阪営業所から大阪支社に変更。
- 2007年（平成19年）12月に日本貸金業協会加盟。
- 2020年（令和2年）4月に株式会社産興社から株式会社SKトラストに商号変更。また商号変更と同時に広島県福山市東桜町の本店を大阪府大阪市北区南森町に移転した。
- 2022年（令和4年）12月に融資エリアに「東京都・神奈川県・埼玉県・千葉県」を追加。
- 2024年（令和6年）6月に東京支店開設。福山支店閉鎖。

## 会社の歴史
1945年（昭和20年）8月 広島県福山市は大空襲により市街地の8割近くが焼土と化し、甚大な被害を受けた。行政による復興着手から約5年が経ち、住宅や交通機関の修復は進んでいたが、未だ経済的な部分での復興は手付かずの状態で、市民の生活は窮迫したままであった。そんな状況の中、金融業によって経済的損害を一刻でも早く回復させようと1950年（昭和25年）2月に創業者が興したのが「産興社」（商号は2020年（令和2年）4月に現：SKトラストに変更している）の始まりである。

## 店舗一覧
- 本店（大阪府大阪市北区南森町）
- 東京支店（東京都中央区京橋）

## その他
- 大阪府大阪市北区南森町の交差点から北西に見えるビルの2階・3階（受付）に本店がある。

- OSAKA METRO 堺筋線「南森町駅」6番出口から南へ徒歩約30秒の立地にビルを構えている。
- 南森町のシンボルタワー。

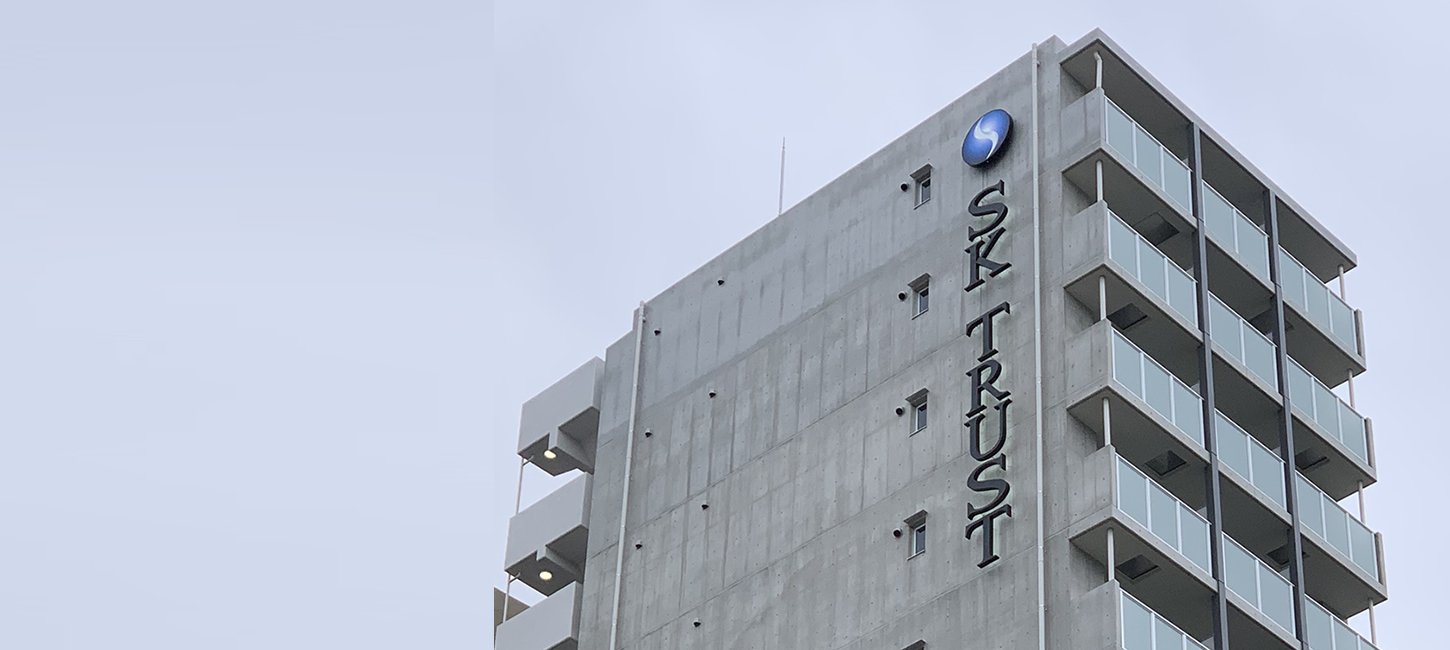
SKトラスト 本店（SK TRUST BLD 2・3F）

- スポンサー契約により、日本のプロバスケットボールチーム「大阪エヴェッサ」のゴールドパートナーである。また、チャリティーパートナーでもあり、社会貢献活動の一環として、本店のある大阪市北区の小学校にバスケットボールやれんらくちょうを寄贈している。